# Geoffrey Fenton
Geoffrey Fenton (vers 1539 - 19 octobre 1608) est un écrivain anglais, conseiller privé et secrétaire d'État principal en Irlande.

## Jeunesse
Geoffrey (orthographié Jeffrey par Lodge) est né en 1539, fils de Henry Fenton de Sturton le Steeple, Nottinghamshire, Angleterre et de Cicely Beaumont, fille de Richard Beaumont de Coleorton Hall, Leicestershire, et est le frère du navigateur Edward Fenton (en).
Geoffrey aurait visité l'Espagne et l'Italie dans sa jeunesse; peut-être également Paris dans la suite de Thomas Hoby en 1566, car il y vivait en 1567, lorsqu'il écrit Certains discours tragiques écrits en français et en latin. Ce livre est une traduction libre de l'interprétation française par François de Belleforest de la Novelle de Matteo Bandello.
Jusqu'en 1579, Fenton poursuit ses travaux littéraires, publiant Monophylo en 1572, des épîtres d'or rassemblées à partir d'œuvres de Guevaraes comme d'autres auteurs ... 1575, et diverses brochures religieuses de fortes tendances protestantes. En 1579 paraît l'Histoire de Guicciardini, traduite du français par Fenton et dédiée à la reine Elisabeth.

## Irlande
Par l'intermédiaire de Lord Burghley, il obtient, en 1580, le poste de secrétaire du nouveau Lord Adjoint d'Irlande, Lord Grey de Wilton et devient ainsi un collaborateur du poète Edmund Spenser. Fenton abandonne par la suite la littérature pour servir la Couronne en Irlande. Il s'avère un protestant zélé, qui travaille contre la « secte diabolique » de Rome et encourage l'assassinat des sujets les plus dangereux de la Couronne. Il obtient la confiance de la reine avec ses rapports écrits, mais est arrêté à Dublin en 1587 par le gouverneur en exercice, Sir John Perrot (en) en raison de ses dettes, et est promené enchaîné à travers la ville. Il est bientôt libéré et est un instrument dans la chute de Perrot dans les années suivantes.
En 1589, Fenton est fait chevalier et, en 1590-1591, il exerce les fonctions de commissaire à Londres dans le cadre de la destitution controversée de Perrot, qui s'achève lorsqu'une condamnation à mort est prononcée contre l'ancien gouverneur. En 1603, il est secrétaire d'État principal et conseiller privé en Irlande.
Les politiques promues par Fenton concernant les forêts dans les plantations encouragent l'exploitation commerciale à court terme et le défrichement pour l'agriculture, accordant peu d'importance à leur conservation en tant que ressource stratégique.

## Fin de carrière
On dit que Fenton n'aimait pas les Écossais et en particulier Jacques VI d'Écosse, donc lors de l'accession de Jacques à la couronne anglaise en tant que Jacques Ier d'Angleterre, le poste de Fenton est en danger, mais Cecil intervient en sa faveur, et en 1604 il est confirmé, bien qu'il ait dû partager son poste avec Sir Richard Coke. Fenton meurt en 1608 et est enterré dans Cathédrale Saint-Patrick de Dublin.

## Famille
Fenton épouse en juin 1585, Alice, fille de Robert Weston, ancien Lord Chancelier d'Irlande et de sa première épouse Alice Jenyngs, et veuve d'Hugh Brady, évêque de Meath, dont il a deux enfants - un fils, William Fenton, et une fille, Catherine, qui épouse en 1603 Richard Boyle, 1er comte de Cork.
La famille Parsons de Birr Castle, qui détient le titre de comte de Rosse, est un descendant collatéral de Fenton par l'intermédiaire de sa sœur Catherine, qui a épousé James Parsons de Leicestershire.

## Sources
- John Lodge et Mervyn Archdall, The Peerage of Ireland, vol. 1, Dublin, 1789, p. 156